# Cohoes (Nova Iorque)
Cohoes é uma cidade do estado estadounidense de Nova Iorque, no Condado de Albany. Foi incorporada como cidade em 1869.

## Geografia
De acordo com o United States Census Bureau, a cidade tem uma área de 11 km², onde 10 km² estão cobertos por terra e 1 km² por água.

## Demografia
Segundo o censo nacional de 2010, a sua população é de 16 168 habitantes, e sua densidade populacional é de 1 727,4 hab/km².

## Lugares históricos
Muitos lugares em Cohoes estão listados no Registro Nacional de Lugares Históricos, incluindo:
- Cohoes Music Hall
- Delaware and Hudson Railroad Freight House
- William J. Dickey House
- Downtown Cohoes Historic District
- Enlarged Erie Canal Historic District (Discontiguous)
- Fonda House
- Godfrey Farmhouse
- Harmony Mill No. 3
- Harmony Mills Historic District
- J. Leonard Lackman House
- Lock 18 of Enlarged Erie Canal
- Matton Shipyard
- Olmstead Street Historic District
- Silliman Memorial Presbyterian Church
- Van Schaick House

## Galeria

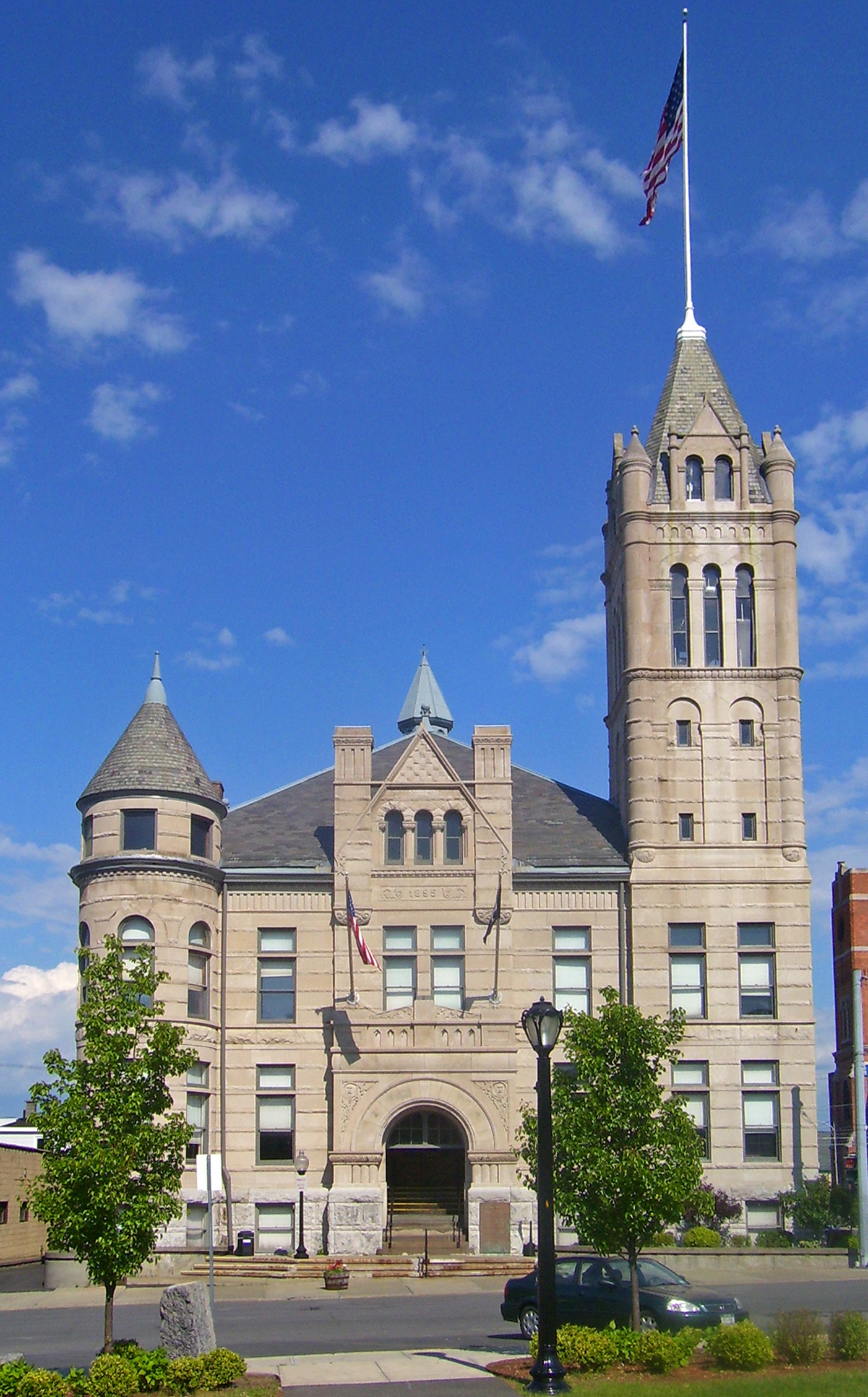
Prefeitura
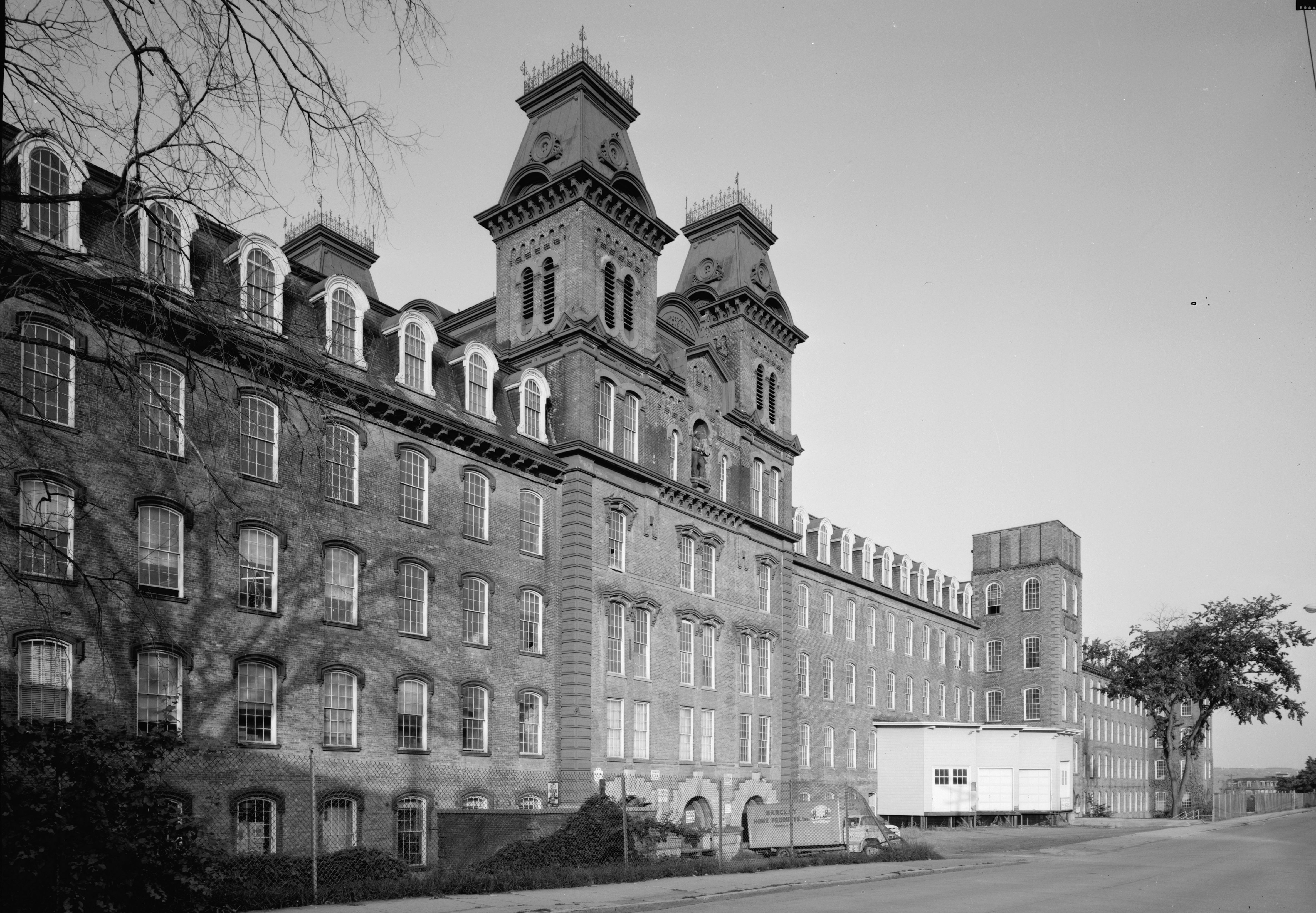
Harmony Mill No. 3, 1969
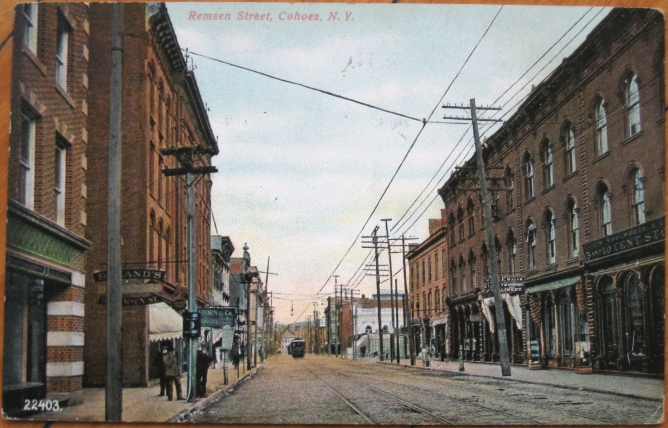
Remsen Street em 1908
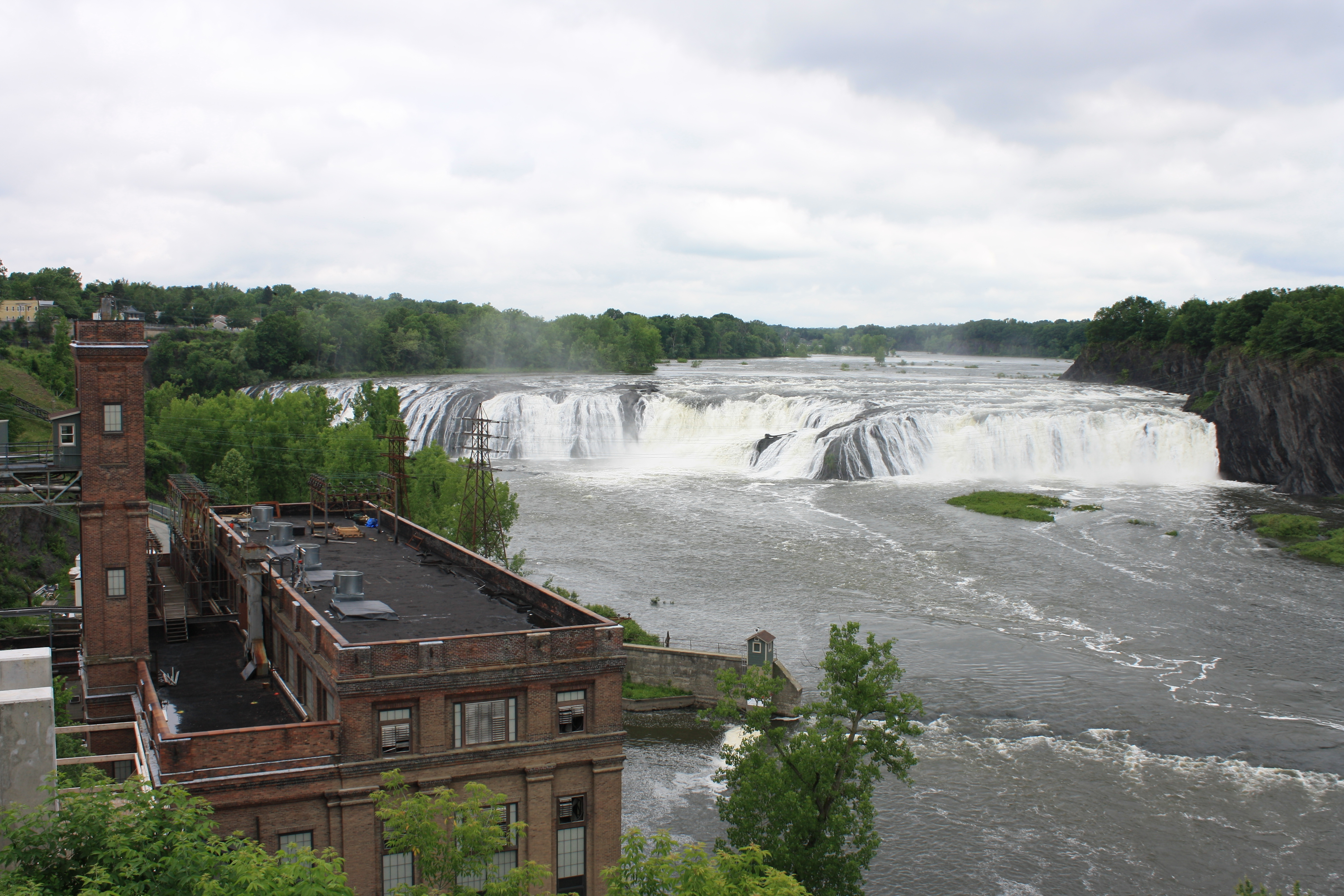
Cohoes Falls